# Martina Eppelt
Martina Dorothee Eppelt (* 9. Oktober 1969 in Dortmund) ist eine deutsche Juristin und Richterin des Bundesverwaltungsgerichts.

## Leben
Eppelt legte ihr erstes juristisches Staatsexamen 1994 an der Universität Passau mit der Note „sehr gut“ ab. Nach dem Referendariat in Passau und München bestand sie das zweite Examen mit „gut“. Anschließend wurde sie in ein Richterverhältnis berufen, welches sie im September 1997 zunächst an das Verwaltungsgericht Magdeburg führte. 1999 promovierte sie an ihrer Alma Mater in Passau über Grundrechtsverzicht und Humangenetik: Der Verzicht auf Grundrechte, insbesondere im Rahmen der Einwilligung in die Anwendung neuerer, humangenetischer Diagnose- und Therapieformen zum Doktor der Rechte.
Ab Januar 2002 war sie für zwei Jahre als wissenschaftliche Mitarbeiterin an das Bundesverfassungsgericht abgeordnet. Eine weitere Abordnung erfolgte im Zeitraum von Januar 2005 bis September 2009 an das Ministerium für Justiz und Gleichstellung des Landes Sachsen-Anhalt. Hier war Eppelt als Referatsleiterin u. a. für das Verfassungsrecht zuständig. Nachdem sie bereits im September 2006 zur Richterin am Oberverwaltungsgericht des Landes Sachsen-Anhalt ernannt worden war, trat sie dieses Amt am 1. Januar 2010 an. 
Seit dem 3. August 2010 ist sie Richterin am Bundesverwaltungsgericht. Hier gehörte sie anfangs dem 2. Revisionssenat an, der vor allem mit Fragen des öffentlichen Dienstrechts befasst ist. Derzeit ist sie Beisitzerin im 1. Wehrdienstsenat.